# Storia dei popoli turchi
La storia dei popoli turchi riguarda quelle popolazioni turche (in turco Türk, pl. Türkler), intese come gruppo etnico, nel senso che condividono una comune cultura, discendenza, e parlano linguaggi della famiglia linguistica turca (uralo-altaica) come lingua madre. I turchi hanno oggi una precisa cittadinanza in alcuni Stati sovrani culturalmente turchi (ad esempio in Kirghizistan, Turchia, Cipro Nord, Azerbaigian, Kazakistan, Uzbekistan o Turkmenistan), mentre negli Stati non turchi, essi sono definiti dal loro nome etnico, e possono costituire organismi politici riconosciuti (come in Cina o in Russia). Storicamente, le popolazioni turche tendono a stare insieme, riassemblandosi e ricombinandosi come comunità dopo ogni cataclisma nella loro storia, e sono aperti alle altre etnie, che facilmente assorbono e incorporano.
Il termine "turco" divenne largamente diffuso nel VI secolo, con l'ascesa e l'espansione politica del khaganato Göktürk, ma allora ancora molti popoli turchi non adottarono questo termine super-etnico ed alcuni rimasero ignari della propria affiliazione turca fino al XVIII e XIX secolo, quando i moderni nazionalismi li resero consapevoli della loro distinta etnia.
Storicamente, ogni comunità turca era polietnica, e le persone erano differenziate dal nome della loro tribù, clan, unione tribale o locazione geografica. Un termine generale, usato prima della parola "turco", era il termine "unno". Significativamente, nelle fonti scritte, tutte o quasi le antiche tribù turche (Turchi, Kirkun, Agach-eri, On-ok, Tabgach, Coman, Yomut, Tuhs, Kuyan, Sybuk, Lan, Kut, Goklan, Orpan, Ushin e altri) portavano il nome di "Unni". In altre parole, il termine "unno" in ogni caso era un equivalente del nome della tribù, ma allo stesso tempo era un concetto più ampio, riflettendo una certa comunione di origine etnica. Nelle antiche lingue turche, il termine "hun" significa "consanguineo". Il secondo termine generale era "Tele", in cinese pronunciato Tiele, che copriva un ampio numero di tribù turche siberiane, e sopravvive fino ad oggi come radice nei termini etnici Teleut e Telengit, e in nomi di luoghi (lago Tele). Un terzo termine generale era "Tatari", era un comune etnonimo per un'ampia confederazione tribale dell'Asia Centrale, e nel Medioevo per un certo tempo divenne un comune esoetnonimo per molti popoli turchi europei.
È accettato che il primo popolo turco era nativo di una regione estesa dall'Asia Centrale alla Siberia fino ai confini con la Mongolia (Altaici). A cominciare dalla fine del II millennio a.C. il centro della loro vita e potere era a nord e ad ovest della Cina. L'esatto periodo in cui gli Unni raggiunsero la Cina è determinato solo vagamente: Sima Qian constata che in un precedente periodo preistorico gli Unni erano chiamati Hu e Jung, in un tardo periodo preistorico Xunyu, in un primo periodo storico cominciato con la Dinastia Yin (殷代, 1600 a.C.-1046 a.C.) erano chiamati Guifan, nel periodo Zhou (周, 1045 a.C. - 256 a.C.) erano chiamati Xianyun; a partire dal periodo Qin (秦朝, 221 a.C. - 206 a.C.) gli annalisti cinesi li chiamavano Xiongnu. Alcuni studiosi constatano che gli Unni erano una delle prime tribù turche, mentre altri studiosi sostengono un'origine mongola. Gli studi linguistici di Otto Maenchen-Helfen sostengono un'origine turca per gli Unni. I riferimenti storici cinesi degli annali di bambù affermano che il clan dominante tra gli Xiongnu era discendente dei Chunwei (淳維 "tribù Chun"), forse un figlio di Jie, il comandante finale della leggendaria Dinastia Xia. Morfologicamente, il popolo turco, è un misto di caratteri Caucasoidi, Uraloidi e Mongoloidi, con gradazioni varie dalla predominanza del tipo Caucasoide ad ovest al tipo Mongoloide ad est, riflettendo l'estensione delle steppe eurasiatiche.

## Espansione
In tempi storici, la principale migrazione dei popoli turchi avvenne tra il V e X secolo, quando si sparsero attraverso l'Asia Centrale, Europa e Medio Oriente dalla loro terra d'origine nella Cina occidentale. Precedenti migrazioni in tempi preistorici si desumono da indicatori archeologici ed osteologici.
La data precisa dell'iniziale espansione dalla vecchia terra d'origine resta ignota. Il primo Stato noto come "turco", che ha dato il nome ai molti Stati e popoli successivi, fu quello di Göktürk (gök significa celeste) nel VI secolo DC. Il capo del clan Asena guidò il suo popolo da Liqian (nel moderno distretto Yongchang, Cina) ai Rouran, chiedendo l'inclusione nella loro confederazione e la protezione dalla Cina. La sua tribù comprendeva rinomati fabbri e gli fu garantita una terra vicino ad una cava di montagna che ricordava un elmo, da cui venne la traduzione cinese del nome "Türk" 突厥 (tūjué). Secondo altre etimologie, "Türk" significa forte, oppure il nome deriverebbe dalla parola turca per legge e Stato (toru). Un secolo dopo il loro potere era cresciuto tanto che conquistarono i Rouran e si accinsero a stabilire il loro impero Gök, anche conosciuto come "Grande Khaganato Turco" e "Primo Khaganato Turco".
Popoli turchi nati più tardi includono i Karluk (soprattutto VIII secolo), Uiguri, Chirghisi, Oghuz (o Ğuz) e Turkmeni. Come questi popoli fondarono Stati nell'area tra la Mongolia e la Transoxiana, vennero in contatto con i Musulmani, generalmente iranici, e gradualmente adottarono l'Islam. Comunque, ci furono anche (e ci sono ancora) piccoli gruppi di popoli turchi appartenenti ad altre religioni, incluse Cristianesimo, Ebraismo (vedi Cazari), Buddismo e Zoroastrismo.

## Medioevo

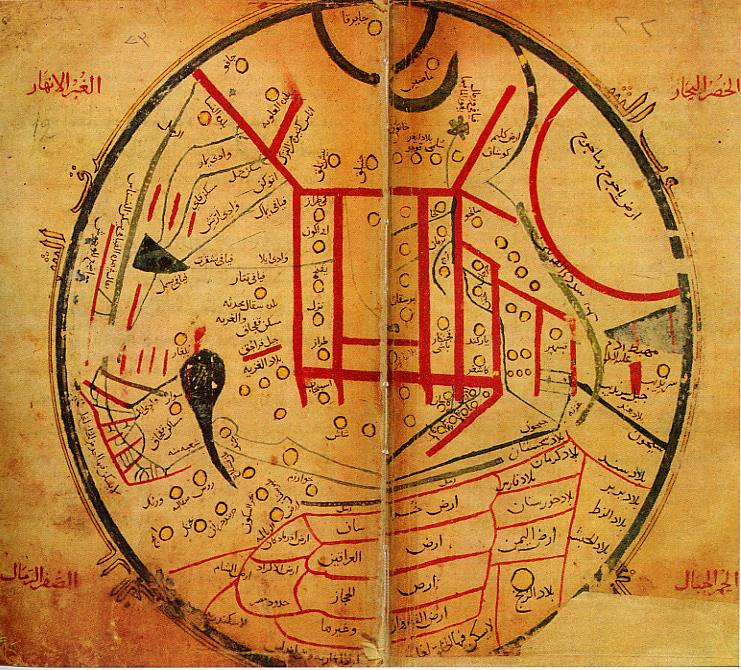
Mappa dal Divan-ı Lügat-it Türk del Kaşgarlı Mahmut, mostra la disposizione nell'XI secolo delle tribù turche.

I soldati turchi negli eserciti dei califfi abbasidi, da al-Mu'tasim in poi, furono promossi per volere califfale comandanti dei loro eserciti e il fenomeno si riprodusse dopo il X secolo anche in altri Paesi (l'Egitto, in particolare con la dinastia mamelucca). Gli Oghuz e altre tribù conquistarono e dominarono vari Paesi sotto la leadership della dinastia Selgiuchide, che s'impadronì anche di parti significative dei territori dell'Impero Bizantino.
Intanto, i Chirghisi e gli Uiguri si combattevano tra loro e contro l'Impero Cinese. I Chirghisi infine colonizzarono la regione ora nota come Kirghizistan. I Tatari conquistarono la Bulgaria del Volga nell'attuale Tatarstan, seguendo l'espansione verso ovest dei Mongoli di Gengis Khan nel XIII secolo. I Bulgari vennero così erroneamente chiamati Tatari dai Russi. I nativi Tatari vivono solo in Asia; i Tatari europei di fatto sono i Bulgari. Altri Bulgari si stabilirono in Europa nei VII ed VIII secolo, scambiando la loro originale lingua turca per quella che infine divenne la slava lingua bulgara. Dovunque, i gruppi turchi si mischiarono alle popolazioni locali in vari gradi.
Al declinare dell'Impero selgiuchide con l'invasione mongola, l'Impero ottomano emerse come nuovo importante Stato turco, che finì per dominare non solo il Vicino Oriente, ma anche l'Europa balcanica, parte della Russia sudoccidentale e l'Africa del nord.
L'Impero ottomano si indebolì gradualmente a causa di una cattiva amministrazione, delle sue ripetute guerre contro Russia e Impero austro-ungarico e dell'emergere di movimenti nazionalisti nei Balcani e, infine, dopo la prima guerra mondiale, si dissolse, dando vita tra l'altro all'odierna repubblica di Turchia.

## Impero Moghul
L'Impero Moghul (in turco Babürlüler o Babür İmparatorluğu) fu una dinastia Musulmana che alla sua massima estensione territoriale controllava gran parte del subcontinente indiano, e parte degli attuali Afghanistan e Pakistan dall'inizio del XVI secolo alla metà del XVIII. La Dinastia Moghul fu fondata da un principe turco del Chagatai di nome Babur (regnò dal 1526 al 1530), che era discendente del conquistatore turco Tamerlano da parte del padre e di Chagatai, secondo figlio del capitano mongolo Gengis Khan da parte della madre.